# I ondskans spår (roman)
I ondskans spår är en roman av Peter Robinson, utgiven i Storbritannien år 2001. Engelska originalets titel är Aftermath. Karl G. och Lilian Fredriksson översatte romanen till svenska 2002. Romanen är den tolfte i serien om kommissarie Banks.

## Handling
En seriemördare avslöjas under chockerande omständigheter då polisen rycker ut till vad som verkar vara ett lägenhetsbråk i en villa. Banks och hans kollegor får därefter försöka nysta i orsakerna till de makabra brotten och även knyta ihop en del mycket märkliga lösa trådar. Annie Cabbot hamnar i en svår situation då hon tvingas internutreda huruvida en kollega använt mer våld än nöden krävde mot en sällsynt vidrig brottsling.